# Gelisol

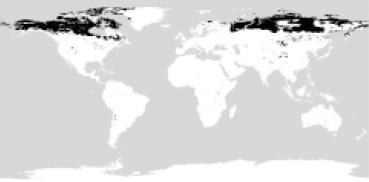
I Gelisol nel mondo.

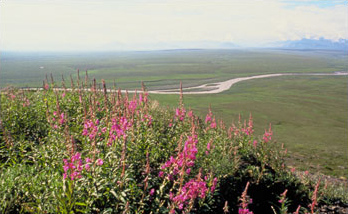
Le zone di tundra artica sono l'ambiente tipico di formazione dei Gelisol.

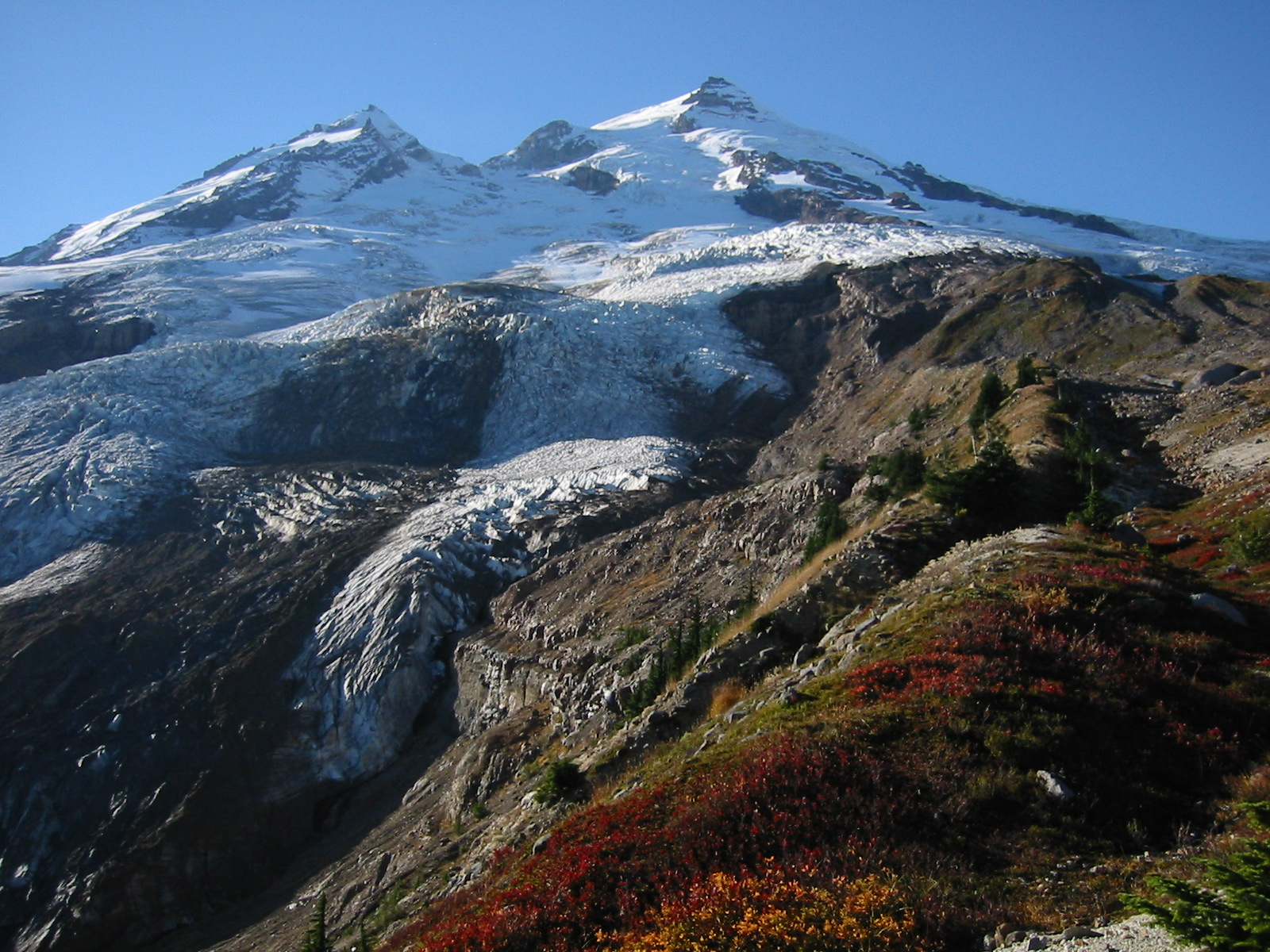
Altri Gelisol si osservano nelle zone di tundra montana.

L'ordine dei Gelisol, indicato con il suffisso el, è uno dei dodici ordini della tassonomia del suolo secondo USDA.

## Caratteristiche
La caratteristica che contraddistingue i suoli compresi in questo ordine è la presenza del permafrost e di alcune strutture che tradiscono la presenza di cicli di gelo/disgelo, come orizzonti "spezzati" e incorporazione di sostanza organica nelle parti basse del profilo, specialmente immediatamente al di sopra della zona permanentemente gelata (che di solito si trova a non più di 1 metro al di sotto della superficie topografica).
Altre peculiarità dei Gelisol sono le strutture granulari e vescicolari, rinvenibili ad esempio nei cosiddetti suoli poligonali e la presenza di piccole vene o lenti di ghiaccio all'interno del profilo.
In questo tipo di suoli, ovviamente, date le condizioni climatiche fredde dominano i processi fisici di alterazione dei materiali di base; l'alterazione chimica e biologica restano complessivamente trascurabili. Uno dei fattori fisici di maggior peso nella pedogenesi dei Gelisol è la variazione di volume che si ha quando l'acqua cambia stato diventando ghiaccio e viceversa.
Per quanto riguarda la presenza di orizzonti diagnostici, nei Gelisol si può osservare un epipedon ochrico, mollico, umbrico, histico e orizzonti diagnostici di tipo argillico, salico, gypsico e calcico.
Secondo una stima del Dipartimento dell'Agricoltura degli Stati Uniti, i Gelisol coprono ben il 13% della superficie terrestre, confinati però ovviamente alle alte latitudini o quote.

## Sottordini
L'ordine dei Gelisol si suddivide in tre sottordini:
- Histel: Gelisol con abbondante presenza di carbonio organico;
- Turbel: Gelisol con presenza di crioturbazioni;
- Orthel: Gelisol senza evidenze di crioturbazioni.

### Histel
Il sottordine degli Histel include i suoli dell'ordine dei Gelisol dove si osservano arricchimenti di carbonio organico in condizioni anaerobiche; i resti vegetali, fonte degli arricchimenti, possono presentarsi a diversi livelli di decomposizione.
Questo sottordine si suddivide in cinque grandi gruppi:
- Folistel: sono gli Histel che sono saturati per meno di 30 giorni cumulativi l'anno; si sviluppano su substrati ghiaiosi che vengono riempiti con materia organica.
- Glacistel: sono degli Histel che presentano, nel primo metro di profondità, almeno 30 cm di ghiaccio; il suolo può collassare se lo strato di ghiaccio si scioglie.
- Fibristel: gli Histel nei quali la materia organica appare poco o niente decomposta; sorgono spesso in zone depressionarie o pianeggianti vicine a specchi d'acqua, che causa la presenza di saturazione idrica per lunghi periodi.
- Hemistel: gli Histel in cui la materia organica appare moderatamente decomposta; si sviluppano in condizioni sostanzialmente simili a quelle che producono i Fibristel, solo meno estreme (ad esempio i suoli non sono quasi sempre saturati d'acqua).
- Sapristel: gli Histel in cui la materia organica appare ben decomposta: non è possibile capire l'origine delle fibre vegetali. Una buona decomposizione avviene in condizioni aerobiche: quindi, nei Sapristel, si realizzano o si sono realizzate nel passato condizioni di non saturazione idrica abbastanza prolungate.

### Turbel

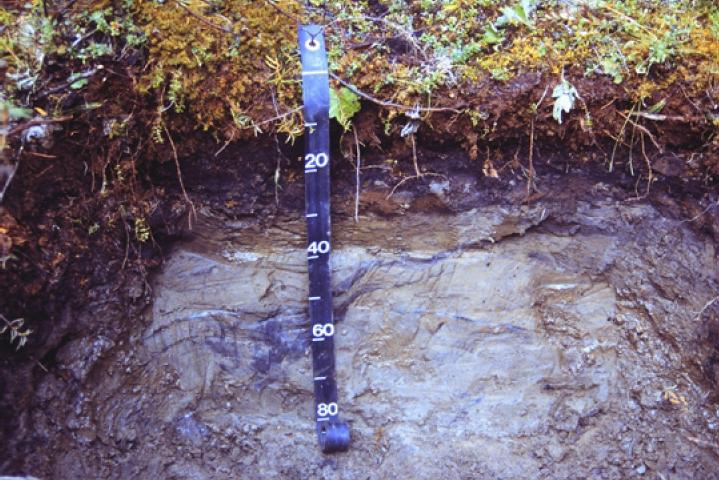
Un Turbel con crioturbazioni.

Include i Gelisol dove si osservano crioturbazioni; sono il sottordine dominante dell'ordine e, di conseguenza, costituiscono uno dei sottordini più estesi al mondo (i suoli dell'ordine dei Gelisol si estendono per diversi milioni di chilometri quadrati alle alte latitudini o altitudini).
Comprendono suoli di ambienti estremi, quali quelli in cui si rileva il cosiddetto permafrost secco, caratterizzati da condizioni anidre (Antartide, zone non glacializzate della Groenlandia)
Questo sottordine si suddivide in sette grandi gruppi:
- Histoturbel: sono i Turbel che presentano materiali organici alla superficie o nelle sue vicinanze. Sono spesso interessati da saturazione idrica per certi periodi dell'anno e, di conseguenza, presentano screziature redox.
- Aquiturbel: i Turbel interessati da condizioni aquiche; la saturazione avviene in genere in primavera, quando la falda è sospesa al di sopra del permafrost. Si presentano più frequentemente in zone depresse.
- Anhyturbel: sono i Turbel che presentano condizioni anidre (il cosiddetto permafrost secco); l'acqua presente non è sufficiente a far sì che sia presente uno strato continuo di ghiaccio negli interstizi.
- Molliturbel: sono i Turbel che hanno un epipedon mollico; sono umidi solo per brevi periodi durante l'anno.
- Umbriturbel: i Turbel che presentano un epipedon umbrico; sono, di conseguenza, piuttosto simili ai Molliturbel.
- Psammoturbel: sono i suoli del sottordine dei Turbel che hanno meno del 35% di frammenti rocciosi e una tessitura sabbioso-limosa o più grossolana. A differenza di altri Turbel, presentano spesso un epipedon ochrico.
- Haploturbel: gli ortotipi, con epipedon ochrico e con sufficiente umidità.

### Orthel

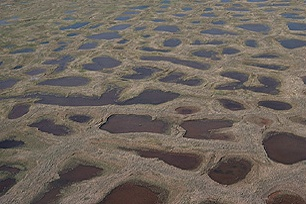
Un suolo poligonale.

Include i Gelisol che non manifestano crioturbazioni; sono i rappresentanti più "tipici" dell'ordine e, anche se non sono il sottordine dominante nell'ordine, sono comunque uno dei maggiori al mondo per superficie (l'ordine dei Gelisol è quello più esteso nel mondo).
Questo sottordine si suddivide in otto grandi gruppi:
- Historthel: sono gli Orthel che presentano materiali organici alla superficie o nelle sue vicinanze. Sono spesso interessati da saturazione idrica per certi periodi dell'anno e, di conseguenza, presentano screziature redox.
- Aquorthel: gli Orthel interessati da condizioni aquiche; la saturazione avviene in genere in primavera, quando la falda è sospesa al di sopra del permafrost. Si presentano più frequentemente in zone depresse. Sono talvolta indicati come suoli poligonali.
- Anhyorthel: sono gli Orthel che presentano condizioni anidre (il cosiddetto permafrost secco).
- Mollorthel: sono gli Orthel che hanno un epipedon mollico; sono umidi solo per brevi periodi durante l'anno.
- Umbrorthel: gli Orthel che presentano un epipedon umbrico; sono, di conseguenza, piuttosto simili ai Mollorthel anche se, a volte, supportano diversa vegetazione.
- Argiorthel: gli Orthel in cui si osserva un orizzonte argillico, il più delle volte poco espresso; non hanno un epipedon mollico o umbrico, né condizioni anidre. Sono suoli poco diffusi a livello mondiale.
- Psammorthel: sono gli Orthel che hanno meno del 35% in volume di frammenti rocciosi e una tessitura sabbioso-limosa o più grossolana. Presentano spesso un epipedon ochrico, mentre non si osservano condizioni aquiche o anidre.
- Haplorthel: gli Orthel "tipici", con un epipedon ochrico e, spesso, un orizzonte cambico; l'umidità non è così abbondante nel profilo da produrre crioturbazioni significative.